# エノス
エノス（ヘブライ語: אֱנוֹשׁ, 現代ヘブライ語: Enoš）は、旧約聖書の『創世記』に現るセトの子。アダムの孫にあたるとされる。

## 概要
聖書では、325年、90歳のときカイナンが生まれ、905歳まで生きたとされる。
マンダ教では真実の預言者の一人とされ、世界の終末において偽預言者であるイエスと戦いこれを打ち破るとされている。ヨベル書によると、エノスはアズラから産まれ、妹のノエムと結婚した。「アダムとイヴとサタンの対立」では、アクレミアから産まれた。